# APEP Pitsilia
Athlitiki Podosfairiki Enosi Pitsilia w skrócie APEP Pitsilia (gr. Aθλητική Ποδοσφαιρική Ένωση Πιτσιλιάς) – cypryjski klub piłkarski grający w Protathlima C’ Kategorias (III poziom rozgrywkowy), mający siedzibę w mieście Kiperunda.

## Historia
Klub został założony w 1979 roku. W sezonie 1986/1987 po raz pierwszy w swojej historii wywalczył awans do pierwszej ligi. Zajął w niej jednak ostatnie 14. miejsce i spadł do drugiej ligi. W sezonach 1990/1991, 1993/1994 i 1996/1997 zespół także grał w pierwszej lidze. Za każdym jednak razem zajmował w niej ostatnie miejsce.

## Sukcesy
- Protathlima B’ Kategorias

mistrzostwo (1): 1986/1987

## Historia występów w pierwszej lidze
| Sezon     | Pozycja      | M  | Pkt.   | Z | R | P  | GZ | GS |
| --------- | ------------ | -- | ------ | - | - | -- | -- | -- |
| 1987/1988 | 14. (spadek) | 26 | 19     | 5 | 9 | 16 | 23 | 54 |
| 1990/1991 | 14. (spadek) | 26 | 5 (-4) | 3 | 3 | 20 | 18 | 65 |
| 1993/1994 | 14. (spadek) | 26 | 3 (-4) | 2 | 1 | 23 | 20 | 89 |
| 1996/1997 | 14. (spadek) | 30 | 11     | 3 | 2 | 21 | 22 | 75 |

## Stadion
Domowe mecze klub rozgrywa na stadionie o nazwie Stadion Kyperounda w Kiperuncie, który może pomieścić 6000 widzów.

## Reprezentanci kraju grający w klubie
Stan na maj 2016.
| - Marios Christodulu - Tomis Chrysostomu - Marios Kiriaku - Jorgos Konstanti - Lefteris Kontolefteros - Demetris Leoni - Marios Neofytu - Andreas Sofokleus - Djelaludin Sharityar - John Glélé | - Ihar Hurynowicz - Papy Okitankoy Kimoto - Edrissa Sonko - Dionísio Fernandes - Andy Nägelein - Carlos Fumo Gonçalves - Lewis Aniweta - Salif Keïta - Salema Kasdaoui - Carlos Andrés García |